# Ondřej Chocholoušek
Ondřej Chocholoušek (* 13. listopadu 1994) je český fotbalový obránce, který v současné době hraje v FC Viktoria Plzeň.

## Klubová kariéra
S fotbalem začínal v Černicích, ve svých deseti letech odešel do Viktorie Plzeň, kde prošel všemi juniorskými výběry.
V březnu 2013 se dostal do A-mužstva FC Viktoria Plzeň. 23. března 2013 v dohrávaném 4. kole Poháru České pošty dostal příležitost na několik závěrečných minut v zápase proti Hradci Králové, který skončil vítězstvím Viktorie 1:0. Plzeň postoupila po tomto výsledku a dřívější porážce 1:2 venku do dalšího kola.
V srpnu 2013 odešel na půlroční hostování do třetiligového týmu Jiskra Domažlice.